# Episkop (pravoslavlje)
Episkop je u pravoslavnoj crkvi vrhovni poglavar episkopije (eparhije), to jest vladika, arhijerej. On je najviši stupanj više crkvene hijerarhije, treći stupanj u svećeničkoj ljestvici: đakon, prezbiter /jerej/. 
U Katoličkoj crkvi to je biskup.

## Vladika
Narodni naziv za episkopa je vladika, a naziv "vladika" se koristio i za arhijereja. U starim izvorima se naziv "vladika" koristio i za biskupa, (npr. J. J. Strossmayera). Ponekad se odnosi i na Isusa Krista. U Crnoj Gori vladikom su zvali vladara u čijim je rukama bila i crkvena i svjetovna vlast (npr. Vladika Rade - Petar II. Petrović Njegoš). 
Ta je riječ prijevod grčke riječi despot: vladar, gospodin.

## Poveznice
- Episkop (rana Crkva)